# Вулканізм на Іо

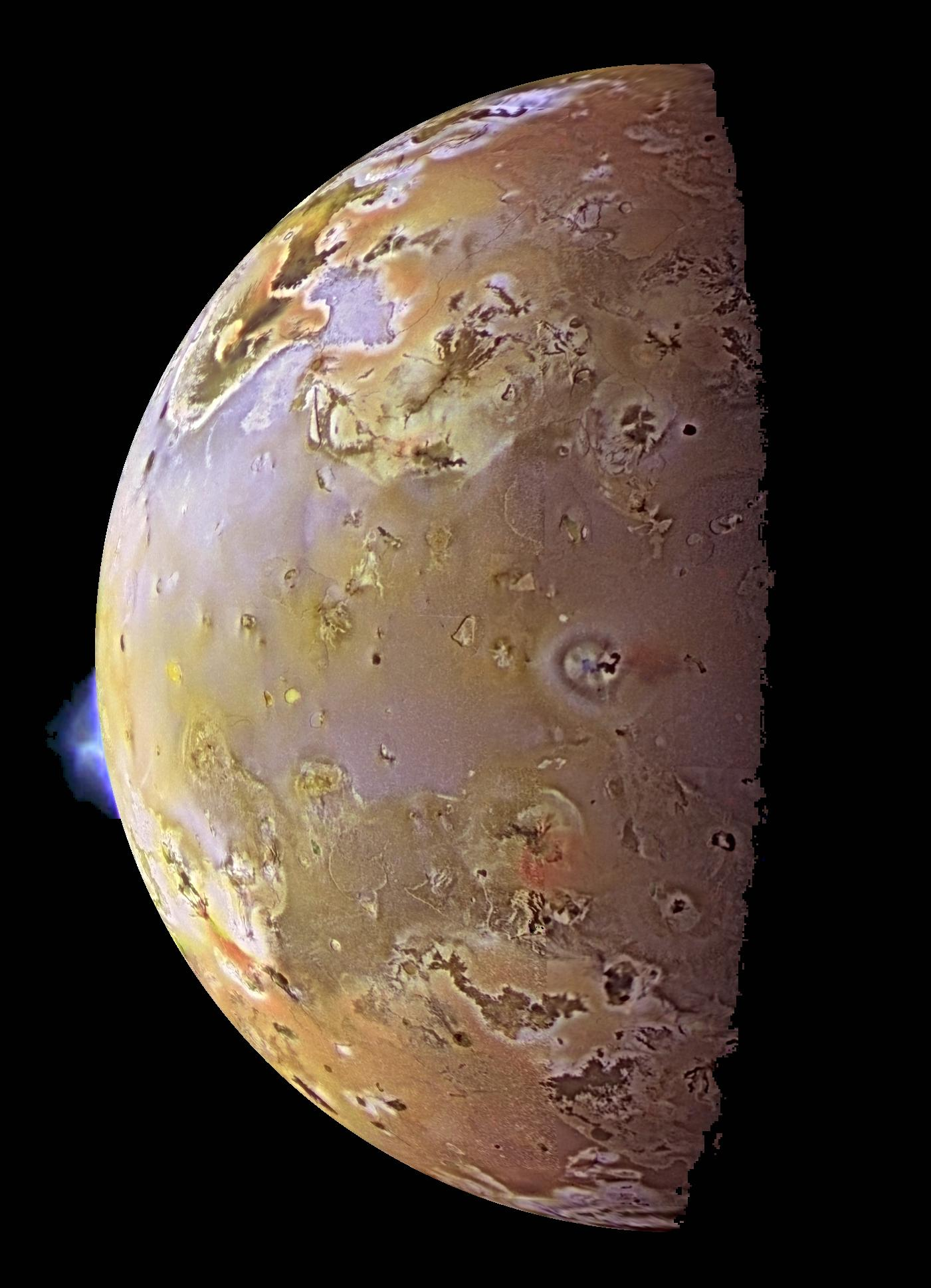
Виверження вулкана на Іо (знімок Галілео)

Вулканізм на Іо (супутник Юпітера) має яскраво виражений характер: 2 % поверхні супутника займають активні гарячі плями. Іо — найбільш вулканічно активне тіло в Сонячній системі. На її поверхні чітко видно безліч лавових потоків і понад сто кальдер, але відсутні ударні кратери.
Вперше вулканічну активність на супутнику було виявлено 1979 року космічним зондом «Вояджер-1», після чого її багаторазово відстежували і вивчали космічними апаратами «Вояджер-1» і «Вояджер-2», Галілео, «Кассіні», «Нові горизонти», а також астрономами з Землі. В результаті спостережень на поверхні Іо виявлено близько 150 активних вулканів; всього ж, за оцінками, вулканів на супутнику близько 400. Іо входить до числа чотирьох відомих нині[коли?] космічних тіл Сонячної системи, на яких тривають процеси вулканічної активності. Крім Іо, це Земля, Енцелад (супутник Сатурна) і Тритон (супутник Нептуна). Крім них, у вулканізмі «підозрюється» Венера (Область Бета), проте активних вулканів на ній поки помічено не було[уточнити].

## Джерело енергії вулканізму
Надра Іо, на відміну від земних, розігріваються не розпадом радіоактивних ізотопів, а періодичними припливними деформаціями, що виникають через витягнутість її орбіти. Коли Іо наближається до Юпітера, припливні сили збільшуються, злегка її розтягуючи; під час віддалення від планети вона, навпаки, округляється. Ці деформації супутника спричинюють тертя і нагрів у його надрах. Витягнутість орбіти, своєю чергою, підтримується гравітаційним впливом Європи і Ганімеда (завдяки орбітальному резонансу). Ексцентриситет орбіти Іо дорівнює 0,004, амплітуда деформації поверхні становить близько 100 м, а спостережуваний тепловий потік — 2,2±0,9 Вт/м2 (90±40 терават з усієї поверхні). Це в 200 разів більше, ніж може дати радіоактивний розпад. Розрахунки, однак, дають для приливного нагріву вдвічі меншу потужність; причина цієї розбіжності залишається загадкою.
Ймовірно, під поверхнею Іо є глобальний океан магми. На це вказує наявність у неї індукованого магнітного поля, для виникнення якого потрібні досить електропровідні шари в надрах. За деякими оцінками, він лежить на глибині кілька десятків кілометрів і займає близько 10 % обсягу мантії супутника, а його температура, можливо, перевищує 1200° C..

## Вулкани і гарячі плями

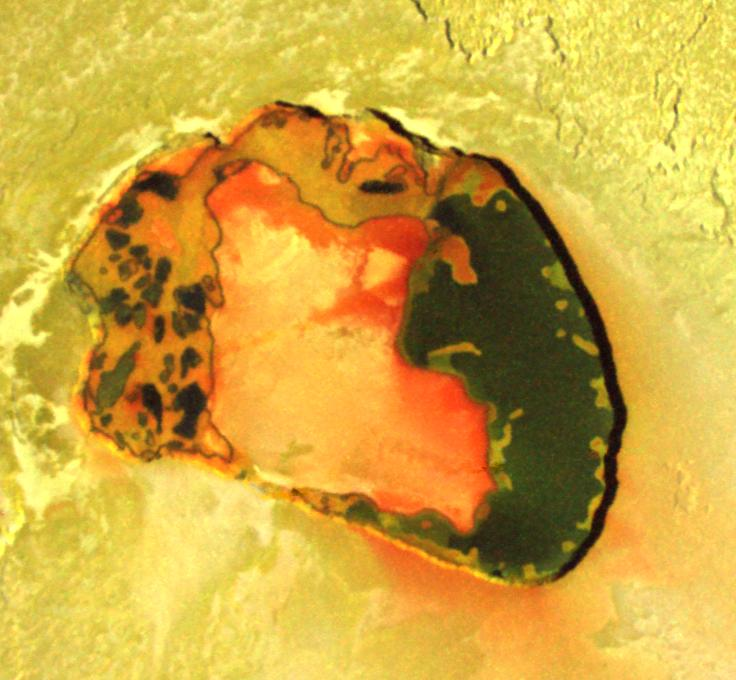
Патера тупана — найбільший вулкан на Іо

Вулкани Іо поділяються на кілька типів. Перші, яких більшість, мають температуру близько 350—400 К і швидкість викиду газових продуктів близько 500 м/с, висоту викиду до 100 км, опади переважно білого кольору. Другі відрізняються високою температурою кальдери, зі швидкістю викиду газу близько 1 км/с і висотою викиду до 300 км. Головною їх відмінністю є темна кільцева окантовка на відстані декількох сотень кілометрів від кальдер. Є гіпотеза про гейзерні походження другого типу вивержень, коли відбувається раптовий фазовий перехід рідина — газ (наприклад, на Землі такі процеси спостерігаються на вулканах острова Святої Єлени). Склад продуктів вивержень — сірка, сірчистий газ і деякі сульфіди, а також силікатні магми.
Щоб оцінити потужність вулканізму на Іо, необхідно знати обсяг речовини, що викидається під час вивержень. Для цього можна скористатися відомостями про вік поверхні, спираючись на метод підрахунку кількості метеоритних кратерів на одиницю поверхні. За відсутності метеоритних кратерів на поверхні Іо можна говорити про те, що поверхня ця дуже молода, близько 1 мільйона років, і сформована вона з продуктів вивержень. Товщина шару відкладень оцінюється від 3-4 до 20-30 км.
На поверхні Іо налічується понад 10 активних гарячих плям температурою від 310 до 600 К; розміри плям коливаються в межах від 75 до 250 км. «Вояджер-1» зафіксував 8 таких об'єктів, а через 4 місяці «Вояджер-2» виявив в активному стані 7 з них. Найвища температура 600 К була зафіксована в 1979 році в кальдері, що отримала назву «Пеле».
Вулкан Іо Амірані є джерелом найбільшого активного лавового потоку у всій Сонячній Системі.